# Pyrwan Pyrwanow
Pyrwan Pyrwanow (bułg. Първан Първанов, ur. 6 września 1951) – bułgarski judoka. Olimpijczyk z Montrealu 1976, gdzie zajął dwunaste miejsce w wadze lekkiej.

## Letnie Igrzyska Olimpijskie 1976
| Konkurencja | Eliminacje         | Eliminacje                    | Klas. końcowa |
| Konkurencja | Przeciwnik I       | Przeciwnik II                 | Miejsce       |
| ----------- | ------------------ | ----------------------------- | ------------- |
| 63 kg       | David Saad (LBN) Z | Bachaawaagijn Bujadaa (MGL) P | 12.           |